# Giuse Lê Văn Ấn
Giuse Lê Văn Ấn (1916–1974) là một giám mục Công giáo người Việt. Ông là giám mục tiên khởi của giáo phận Xuân Lộc, quản lý giáo phận này từ năm 1965 cho đến khi qua đời năm 1974. Khẩu hiệu giám mục của ông là "Hãy giết và ăn".
Giám mục Lê Văn Ấn sinh năm 1916 tại Bình Định, trong một gia đình Công giáo lâu đời. Bắt đầu tu trì từ năm 13 tuổi tại các Tiểu chủng viện, chủng viện tại Việt Nam, năm 1938, chủng sinh Ấn được gửi đi du học trường truyền giáo Rôma. Tại đây, ông được phong chức linh mục năm 1944. Linh mục Lê Văn Ấn trở về quê hương với ba văn bằng Tiển sĩ Thần học (Rôma), cử nhân Kinh tế chính trị (Pháp) và cử nhân văn chương (Anh).
Sau gần một thập niên du học, linh mục Lê Văn Ấn hồi hương, đảm trách các vai trò mục vụ tại Quảng Nam và Đà Nẵng. Năm 1965, cùng với việc thiết lập giáo phận Xuân Lộc, Giáo hoàng Phaolô VI chọn linh mục Ấn làm Giám mục Tiên khởi Giáo phận Xuân Lộc. Nghi lễ tấn phong giám mục cử hành vào đầu năm 1966.
Trong thời kỳ quản lý giáo phận, ông đã xây dựng nhiều công trình quan trọng trong giáo phận như tòa giám mục, tiểu chủng viện, nhà thờ chính tòa,... Ông cũng phục vụ trong quân đội Việt Nam Cộng hòa với tư cách Tổng Tuyên úy Công giáo.
Giám mục Lê Văn Ấn qua đời tháng 6 năm 1974 tại Sài Gòn sau thời gian dài lâm bệnh.

## Thân thế và tu tập
Giám mục Giuse Lê Văn Ẩn sinh ngày 10 tháng 9 năm 1916 tại giáo xứ Thác Đá Hạ, Bồng Sơn, nay thuộc phường Hoài Đức, thị xã Hoài Nhơn, tỉnh Bình Định, thuộc Giáo phận Qui Nhơn. Ông là con thứ 11 (áp út) trong một gia đình khá đông con gồm 9 trai và 3 gái.
Cha ông là ông Lê Đồ, người từng tháp tùng Giám mục Đông Đàng Trong (Quy Nhơn) Cuénot (Thể) trong thời gian cấm đạo gắt gao dưới triều Tự Đức. Mẹ ông là bà Đào Thị Sự. Cả hai người đều thuộc dòng dõi các thánh tử đạo Việt Nam và đều từ theo con đường tu trì Công giáo (ông Lê Đồ là cựu chủng sinh trong khi bà Đào Thị Sự là cựu nữ tu). Song thân ông đều là hai người sống sót duy nhất trong gia đình họ khi các gia đình Công giáo bị tàn sát vào năm 1885 tại Bồng Sơn, thuộc Giáo phận Qui Nhơn. Thân phụ ông thực hiện vai trò giáo lý viên, tham gia truyền đạo Công giáo ở Kon Tum, còn thân mẫu ông thoát chết khỏi vụ tàn sát khi còn là một đứa trẻ, được một gia đình không Công giáo cứu giúp.
Năm lên 13 tuổi, tức năm 1929, cậu bé Lê Văn Ấn được gia đình cho nhập học tại Tiểu chủng viện của Địa phận Quy Nhơn ở Làng Sông (tỉnh Bình Định). Khoảng năm 1935 hoặc 1936, Lê Văn Ấn nhập học tại Đại chủng viện Quy Nhơn. Năm 1938, chủng sinh Lê Văn Ấn ông được Giám mục Tardieu chọn đi du học tại Trường Propagande Roma (Trường Truyền giáo Rôma).

## Linh mục
Ngày 10 tháng 3 năm 1944, Phó tế Giuse Lê Văn Ấn được truyền chức linh mục tại Roma, do Hồng y Fumasoni Biondi chủ lễ. Và sau đó, ông tốt nghiệp Tiến sĩ Thần học tại Rôma, cử nhân Kinh tế Chính trị tại Pháp và cử nhân Văn chương tại Luân Đôn, Anh. Linh mục Ấn thông thạo nhiều ngôn ngữ khác nhau.
Năm 1948, linh mục Ấn về nước phục vụ giáo phận, được bổ nhiệm Chánh xứ An Ngãi Tây, tỉnh Quảng Nam. Tại nhiệm sở này, ngoài công việc tái thiết nhà cửa, mở thêm các trường học và hỗ trợ đời sống tinh thần giáo dân. Ông cũng phát động các phong trào từ thiện (bác ái) nhằm hỗ trợ các người khó khăn và bệnh tật. Năm 1956, ông được thuyên chuyển ra Đà Nẵng, lần lượt giữ những chức Chánh xứ Đà Nẵng (nay là nhà thờ chính tòa Đà Nẵng) sau đó là Linh mục Hạt trưởng Hạt Đà Nẵng (1958). Trong thời gian này, ông đã cho xây dựng nhiều công trình tôn giáo nổi bật, trong đó có trường Trung học Sao Mai, Đà Nẵng. Ông giữ chức chánh xứ Đà Nẵng đến năm 1965.
Đến năm 1963, Tòa thánh thiết lập Giáo phận Đà Nẵng gồm phần lãnh thổ tách ra từ giáo phận Quy Nhơn. Giám mục Phêrô Maria Phạm Ngọc Chi làm Giám mục chính tòa, đã cử ông giữ chức Quản lý (lâm thời) giáo phận Đà Nẵng. Ông cũng là thành viên Hội đồng Tư vấn Giáo phận.

## Giám mục
Ngày 14 tháng 10 năm 1965, Tòa thánh quyết định lập Giáo phận Xuân Lộc, tách ra từ Tổng giáo phận Sài Gòn. Linh mục Giuse Lê Văn Ấn được bổ nhiệm Giám mục chính tòa giáo phận mới. Giáo phận tân lập được trao cho tân giám mục gồm 164.144 giáo dân trong 521.595 dân cư trên địa bàn. Về tổ chức tôn giáo, giáo phận có 133 giáo xứ. Về nhân sự chức sắc, giáo phận gồm 135 linh mục triều, 19 linh mục dòng, 50 tu sĩ, 200 nữ tu. Về lãnh thổ hành chính, giáo phận này bao gồm các tỉnh Long Khánh, Biên Hòa, Phước Tuy và thị xã Vũng Tàu. Cùng với việc bổ nhiệm Giám mục Tân cử Ấn, Tòa Thánh trong cùng ngày cũng công bố bổ nhiệm Giám mục Tiên khởi cho Giáo phận Phú Cường là Giuse Phạm Văn Thiên. Cùng với việc thiết lập Giáo phận Phú Cường và Xuân Lộc cùng tách ra từ Tổng giáo phận Sài Gòn, trên lãnh thổ Việt Nam Cộng hòa có 2 tổng giáo phận và 11 giáo phận Công giáo, đa phần được lãnh đạo bởi giáo sĩ Việt Nam, trừ hai giáo phận Kon Tum và Nha Trang lãnh đạo bởi giáo sĩ Pháp từ Hội Thừa Sai Paris.
Lễ tấn phong Giám mục cử hành tại Nhà thờ chính tòa Đà Nẵng ngày 9 tháng 1 năm 1966 do Khâm sứ Angelo Palmas chủ phong, hai Giám mục Phêrô Maria Phạm Ngọc Chi, giám mục chính tòa Giáo phận Đà Nẵng và Giám mục Đa Minh Hoàng Văn Đoàn, giám mục chính tòa Giáo phận Bắc Ninh phụ phong. Ngoài ba giáo sĩ tham gia nghi thức truyền chức, tham gia lễ tấn phong còn có một số giáo sĩ cấp cao mười giám mục khác, ba viện phụ dòng Xitô, Đức ông Paolo Qiglio thuộc Tòa Khâm sứ và Đức ông Joseph Barnett Giám đốc vùng Viễn Đông thuộc Dịch vụ Cứu trợ Công giáo. Đến ngày 13 tháng 1, ông chính thức nhận Tân giáo phận Xuân Lộc.
Trích dẫn từ một lá thư cá nhân gửi đến bà Randy Engal, người sáng lập phong trào Đoàn kết Việt Nam (Vietnam Solidarity Movement - V.S.M.), Giám mục Lê Văn Ấn nhận định tình hình ở Việt Nam, nhất là sau vụ đảo chính Ngô Đình Diệm năm 1963 ngày càng tồi tệ và gây sự chú ý đến dân Mỹ. Ông cũng nêu nhận định rất nhiều người đã mất ý chí kháng cự với chủ nghĩa Cộng sản. Các mục đích chính của phong trào này là: tổ chức nghiên cứu và thảo luận về các khía cạnh chiến tranh, xã hội, quân sự và kinh tế; khuyến khích người dân hỗ trợ người tị nạn (từ miền Bắc Việt Nam) với các loại hàng hóa và vật phẩm quy định; phân bối bản tin của phong trào bao gồm các thông tin lịch sử. Giám mục Lê Văn Ấn kêu gọi mọi người cùng ông hỗ trợ phong trào này, và cũng hỗ trợ bằng cách gửi các bưu kiện (hỗ trợ người tị nạn).
Trong thời gian đầu quản lý giáo phận, vì chưa có Tòa giám mục, Giám mục Lê Văn Ấn tạm trú tại Nhà thờ chính tòa. Trong thời gian quản nhiệm giáo phận, ông tiến hành xây dựng các cơ sở tôn giáo quan trọng trong giáo phận như Nhà thờ chính tòa Xuân Lộc, Tòa giám mục Xuân Lộc (tháng 1 năm 1967) và Tiểu chủng viện Thánh Phaolô, tiền thân của Đại chủng viện Thánh Giuse Xuân Lộc. Ngoài ra, ông còn kiêm nhiệm đặc trách Tổng tuyên úy Quân đội Việt Nam Cộng hòa.
Ngày 25 tháng 9 năm 1967, bốn tuyên úy quân đội đại diện cho các quân đội Đồng Minh hiện đóng quân trên địa bàn giáo phận Xuân Lộc đã trao tấm séc trị giá 1.000 đô la Mỹ đến Giám mục Lê Văn Ấn để hỗ trợ ông trong công tác xây dựng Tiểu chủng viện Thánh Phaolô, vốn đang trong quá trình xây dựng vào thời điểm này. Số tiền quyên góp là sự hỗ trợ của các quân nhân Công giáo trong các lực lượng này. Tiểu chủng viện dự kiến hoàn thành vảo năm 1968, các tiểu chủng sinh vào thời gian này đang tạm trú tại một cơ sở tại Vũng Tàu. Đầu tháng 11 năm 1967, Đạo binh Xanh cho rước tượng Đức Mẹ Fatima được Giáo hoàng Phaolô VI thánh hiến vòng quanh thế giới. Sau các thánh lễ tại Sài Gòn, ngày 3 tháng 11, thánh lễ được cử hành tại Hố Nai, thuộc Giáo phận Xuân Lộc. Giám mục Ấn đã cùng đồng tế trong thánh lễ này.
Cuối năm 1967 và đầu năm 1968, Tổng Tuyên uý Công giáo Hoa Kỳ là Đức ông Francis L. Sampson đã đến thăm Việt Nam trong khoảng thời gian 10 ngày. Trong khoảng thời gian ông này đến Việt Nam, Giám mục Lê Văn Ấn đã có cuộc gặp ngắn với ông. Cuộc gặp diễn ra khi Sampson thăm Trung Tâm Tuyên Uý Công giáo Quốc gia. Ngày 20 tháng 1 năm 1968, ông chủ sự thánh lễ tưởng nhớ cố Hồng y Francis Spellman cùng với 5 linh mục Mỹ và 5 linh mục Việt Nam. Tham dự buổi lễ có các đại diện từ chính quyền Việt Nam Cộng hòa và các lực lượng quân đội.
Tháng 1 năm 1969, Giám mục Lê Văn Ấn tham gia nghi thức đặt viên đá đầu tiên chủ sự bởi Khâm sứ Tòa Thánh Angelo Palmas. Công trình được thực hiện nghi thức là một trung tâm giáo dục tên "Lux Mindi" tọa lạc tại Hố Nai, thuộc Giáo phận Xuân Lộc, được xây dựng trong nhiều năm khi có nguồn kinh phí, được tổ chức bởi một nhóm linh mục tị nạn gốc giáo phận Hải Phòng. Trung tâm gồm nhà thờ Công giáo ở trung tâm, cạnh một nhà thương và văn phòng giáo xứ. Quần thể công trình còn có trường học giảng dạy tất cả các cấp, ký túc xá nội trú, nhà dành cho giáo sư, trung tâm thủ công, vườn cây thí nghiệm, trại trẻ mồ côi,...
Sau nhiều ngày bị bệnh nặng, giám mục Giuse Lê Văn Ấn từ trần tại Tổng y viện Cộng hòa Sài Gòn (nay là Viện Quân y 175) rạng sáng ngày 17 tháng 6 năm 1974, thọ 58 tuổi, an táng trong hoa viên Tòa Giám mục Xuân Lộc. Từ số giáo dân ban đầu là hơn 164.000 người, số liệu giáo dân giáo phận khi ông qua đời đã tăng lên con số 374.560 người trên tổng dân cư là 1.048.164 dân. Giáo phận năm 1974 có 155 giáo xứ, 218 linh mục triều, 25 linh mục dòng, 97 đại chủng sinh, 215 tiểu chủng sinh, 109 tu sĩ, 949 nữ tu, 168 trường trung – tiểu học.
Giáo phận Xuân Lộc trống tòa sau khi Giám mục Lê Văn Ấn qua đời. Gần hai tháng sau khi ông qua đời, Tòa Thánh chọn giám mục kế nhiệm ông là Đa Minh Nguyễn Văn Lãng.

## Tông truyền
Giám mục Giuse Lê Văn Ấn được tấn phong năm 1966, thời Giáo hoàng Phaolô VI:
- Chủ phong: Tổng giám mục Angelo Palmas, Khâm sứ Tòa Thánh tại Việt Nam.
- Hai vị phụ phong: Giám mục Phêrô Maria Phạm Ngọc Chi, giám mục chính tòa Tiên khởi Giáo phận Đà Nẵng và Giám mục Đa Minh Hoàng Văn Đoàn, giám mục chính tòa Tiên khởi Giáo phận Bắc Ninh.